# Иов (Смакоуз)
Архиепископ И́ов (в миру Ви́ктор Фёдорович Смакоу́з; 19 февраля 1964, Почаев, Кременецкий район, Тернопольская область, Украина) — епископ Украинской православной церкви, архиепископ Шумский, викарий Тернопольской епархии.

## Биография
Родился в семье священника. С детства нёс различные послушания в приходских храмах, затем в Почаевской Лавре.
В 1984 по 1986 год проходил срочную службу в рядах Советской Армии.
В 1987 году окончил Ленинградскую духовную семинарию.
В 1991 году окончил Санкт-Петербургскую духовную академию со степенью кандидата богословия. Учебным комитетом направлен в распоряжение митрополита Киевского и всея Украины Филарета на преподавательскую работу.
25 августа 1991 года рукоположён в сан диакона в состоянии целибата, а 27 августа того же года — в сан иерея. Преподавал в Киевских духовных семинарии и академии патрологию, общецерковную историю, церковное право и греческий язык. Был помощником инспектора, секретарём Правления семинарии, с 1992 года — секретарь Учёного Совета академии. Нёс послушание благочинного в академическом храме Рождества Пресвятой Богородицы, что на Дальних пещерах Киево-Печерской Лавры.
В 1995 году возведён в сан протоиерея.
17 апреля 1997 года в Киево-Печерской Лавре был пострижен в монашество с именем Иов в честь преподобного Иова Почаевского. 13 июня того же года возведён в сан архимандрита.
22 июня 1997 года в Лаврском Трапезном храме преподобных Антония и Феодосия был хиротонисан во епископа Херсонского и Таврического.
С 30 марта 1999 года — епископ Сумский и Ахтырский. Являлся ректором Сумского пастырско-богословского духовного училища и главным редактором газеты «Православна Сумщина».
20 апреля 2005 года назначен епископом Каширским, викарием Московской епархии, управляющим Патриаршими приходами в Канаде.
С 31 марта 2009 по 5 марта 2010 года временно управлял Патриаршими приходами в США.
14 июля 2018 года освобождён от управления Патриаршими приходами в Канаде для дальнейшего архипастырского служения в Украинской православной церкви по усмотрению Синода УПЦ с выражением глубокой благодарности за понесённые труды на Канадской земле. 25 сентября того же года решением Священного Синода Украинской православной церкви назначен епископом Шумским, викарием Тернопольской епархии, и ректором Почаевской духовной семинарии.
25 июня 2019 года за торжественным богослужением на площади перед Успенским собором Киево-Печерской Лавры митрополитом Киевским и всея Украины Онуфрием возведён в сан архиепископа

## Награды
- Орден преподобного Сергия Радонежского II степени (22 июля 2007)[8].
- Орден преподобного Серафима Саровского II степени (1 февраля 2014)[9].

## Публикации
статьи
- На Тамбовской земле // Журнал Московской Патриархии. 1989. — № 9. — С. 27. (в соавторстве с А. Опанасюком)
- предисловие // Николай Афанасьев, протопр. Экклезиология вступления в клир: к изучению дисциплины. — Киев : товарищество «Задруга», 1997. — 109 с. — С. 3-5.
- Церковное служение верного сына Галицкой Руси архиепископа Пантелеимона (Рудыка). К 50-летию учреждения Эдмонтонско-Канадской епархии Московского патриархата // Русин. — 2009. — № 3. — С. 96—119.
- История западнорусских церковных уний с Римом в медалях (американская медаль 1916 года в память воссоединения карпаторусинов-униатов с Русской Православной церковью) // Русин. — 2011. — № 2 (24). — С. 27—36.
- Священник Игнатий Гудима (1882-1944) мученик за Православную веру и русские идеалы на Галицкой Руси // Русин. — 2011. — № 3 (25). — С. 74—94.
- Патриотический подвиг духовенства и верующих Патриаршей Русской Православной Церкви в Канаде в годы Второй мировой войны (К семидесятилетию начала Великой Отечественной войны и 50-летию со дня преставления митрополита Вениамина (Федченкова)) // официальный сайт Патриарших приходов Русской Православной Церкви в Канаде, 24 июня 2011
- Духовное возрастание и подвижническая жизнь на Галицкой Руси преподобного Иова (Железо), игумена Почаевского // Русин. — 2012. — № 3 (29). — С. 33—53.
- Галицкая Русь — земля святая (краткий патерик галицких святых) // Русин. — 2013. — № 2 (32). — С. 84—120.
- «Целуем ваши вериги!»: священник Игнатий Гудима — страдалец за православную веру и русские идеалы в Галицкой (Червонной) Руси // Духовно-нравственное воспитание. — 2016. — № 7/8. — С. 65-77.
- Епископ Иов (Смакоуз) о второбрачии священства: принесет ли это пользу Церкви? // pravlife.org, 5 сентября 2018
- Архиепископ Иов (Смакоуз): «Уча других, я учусь сам – у Христа и Его Церкви» // pravoslavie.ru, 11 октября 2021

интервью
- Епископ Сумской и Ахтырский Иов: Цель земного бытия — жизнь вечная с Богом // ЗВЕЗДА РОЖДЕСТВА. 1999. Спецвыпуск «Независимости» к 2000-летию Рождества Христова. — С. 51
- Еп. Иов (Смакоуз): «Из духовных школ должны выходить новые отцы Церкви» // Камо грядеши: журнал. 2002. — № 4 (20)
- Еп. Иов (Смакоуз): «В Канаде активно идет дехристианизация общества» // pravoslavie.ru, 3 августа 2011
- Епископ Иов: «Духовной радости мало, потому что нет подвижничества» // pravoslavie.ru, 16 апреля 2013
- ВОПРОСЫ-АНКЕТА нашим двум Владыкам Православной Канады Высокопреосвященнейшему Архиепископу Монреальскому и Канадскому Гавриилу и Преосвященнейшему Епископу Каширскому Иову (составлено для объединенного сайта Русской Православной Церкви Заграницей и Патриарших приходов в Канаде «Православная Канада») // Объединённый сайт Русской Православной церкви в Канаде, 2013
- О русинах в Канаде — епископ Каширский Иов (Смакоуз) // pravlife.org, 18 сентября 2015
- Рождённые расколом. Об исторических особенностях возникновения «УПЦ в Канаде» // pravoslavie.ru, 20 сентября 2018
- Надо учиться сохранять свое сердце для Христа. Беседа о сердце как средоточии души человека // pravoslavie.ru, 13 ноября 2019